# Henk Vredeling
Hendrikus (Henk) Vredeling (Amersfoort, 20 november 1924 – Huis ter Heide, 27 oktober 2007) was een Nederlands landbouwkundige en politicus van de Partij van de Arbeid (PvdA).

## Achtergrond
Na de Christelijke Muloschool in Amersfoort kwam hij op het Baarnsch Lyceum in een meer verlichte omgeving terecht. In het Wageningse studentencorps droegen het ervaren van sociale verschillen bij aan zijn ‘bekering’ tot het socialisme. Vredeling was van gereformeerd(-vrijgemaakte) huize maar deed reeds op jonge leeftijd afstand van het christelijk geloof. Hij nam tijdens de Tweede Wereldoorlog deel aan het verzet en studeerde na de oorlog landbouwkunde aan de Landbouwhogeschool Wageningen, waarna hij diverse sociaal-economische adviesfuncties vervulde, van 1950 tot 1955 bij de Algemene Nederlandse Landarbeidersbond en daarna bij de Algemene Nederlandse Agrarische Bedrijfsbond (ANAB).

## Politieke functies

### Parlementariër
In 1956 kwam hij voor de PvdA in de Tweede Kamer en had daarin tot 1973 zitting. In de Kamer was hij voor zijn fractie woordvoerder op het terrein van de landbouw, hij was ook schaduw-minister van Landbouw in het Schaduwkabinet-Den Uyl. Daarnaast zat hij van 1958 tot 1973 in het Europees Parlement, daarin verkozen door de Staten-Generaal.

### Minister van Defensie
Vredeling werd in 1973 in het kabinet-Den Uyl minister van Defensie; hij had liever een andere ministerspost gehad, omdat hij niets van militaire aangelegenheden moest hebben. Naar eigen zeggen was hij "allergisch voor uniformen". Als minister van Defensie liet hij zich kennen als een eigenzinnige bewindsman die dikwijls een eigen koers voer.
Zo speelde hij een kenmerkende rol in de Jom Kipoeroorlog van oktober 1973. In het geheim stond hij toe dat Amerikaanse militaire vluchten met wapens bestemd voor Israël een tussenlanding op Schiphol in Nederland maakten. Ook voorzag hij Israël van wapens, zonder premier Joop den Uyl of andere ministers daarvan vooraf op de hoogte te stellen, en zonder de op grond van de In- en uitvoerwet en het Besluit Strategische goederen noodzakelijke vergunningen. Ook in antwoorden van Max van der Stoel op Kamervragen bleek dit. Vredeling motiveerde zijn beslissing later onder verwijzing naar hetgeen de Joden in de Tweede Wereldoorlog was overkomen; hij had een herhaling hiervan willen voorkomen. Volgens de Saoedi-Arabische minister van oliezaken Yamani vormde deze militaire hulp aan Israël de reden van de olieboycot in datzelfde jaar van Nederland.
Voorts besloot Vredeling het gevechtsvliegtuig F-16 aan te schaffen, alhoewel zijn eigen partij daarop tegen was. Daarbij deed hij de uitspraak "congressen kopen geen straaljagers", daarmee doelend op de partijvergadering van de PvdA, waarin bedenkingen tegen deze ophanden zijnde aanschaf waren gerezen. Vredeling was namelijk een groot voorstander van een krachtige westerse defensiemacht, terwijl een deel van de PvdA - zeker die van de beweging Nieuw Links - daar (heel) anders over dacht.
Toen in 1976 bleek dat prins Bernhard zich door vliegtuigbouwer Lockheed had laten omkopen (de Lockheed-affaire), besloot Vredeling tegen de zin van de krijgsmacht dat de prins zijn militaire taken moest neerleggen.
Een van zijn andere wapenfeiten was de verkorting van de duur van de dienstplicht; deze werd teruggebracht naar veertien maanden. Ook werd in 1974 onder zijn leiding het verbod op  lesbiennes, homoseksuelen, biseksuelen en transgenders (lhbt), die tot dan wegens 'psychische instabiliteit' werden afgekeurd, binnen de krijgsmacht opgeheven.

### Europees Commissaris
Nog voor het einde van de kabinetsperiode verruilde Vredeling zijn ministerschap voor de functie van Europees commissaris belast met sociale zaken en werkgelegenheid in de Commissie-Jenkins; tevens was hij in die periode (1977-1981) vicevoorzitter van de Europese Commissie. Ook in dit geval had hij liever een andere post gehad (zijn voorkeur ging uit naar landbouw, zijn eigen vakgebied) maar de PvdA deed een beroep op hem de post van sociale zaken en werkgelegenheid te aanvaarden.

## Andere werkzaamheden en levenseinde
Naast en na zijn politieke loopbaan nam hij zitting in diverse raden en commissies, onder meer in de Emancipatieraad (van 1981 tot 1985) en in de Adviesraad Vrede en Veiligheid (vanaf 1987).
Henk Vredeling overleed na een kortstondig ziekbed op 82-jarige leeftijd.

## Karakter
Vredeling kon op ongebruikelijke wijze uit de hoek komen. Openhartig gaf hij zijn mening over bepaalde personen; zo was hij slecht te spreken over prins Bernhard, die hij in een vraaggesprek met het opinieblad HP De Tijd in 1985 "een typische mof" noemde omdat deze volgens Vredeling zo "uniformgeil" was. In datzelfde interview omschreef Vredeling zichzelf als 'een gefrustreerd konijn'. Ook op secretaris-generaal van de NAVO Joseph Luns en collega-PvdA-politicus Jan Pronk leverde hij ongezouten kritiek. En in een Straatsburgs hotel smeet hij in 1979 uit woede over zijn (niet aanwezige) collega-Eurocommissaris Roy Jenkins, met wie hij eerder die dag een aanvaring had gehad, een lege whiskyfles door een spiegelruit. Eerder die avond beledigde hij ook Europarlementariër Jim Janssen van Raaij, met wie hij net had kennisgemaakt. De beide incidenten raakten in latere verhalen van het gebeuren gecombineerd tot "een asbak naar het hoofd van Janssen van Raaij", maar na Vredelings overlijden verklaarden getuigen in NRC Handelsblad van 5 november 2007 hoe het zich had afgespeeld.
Volgens Vredeling zelf was het overigens een flesje sodawater geweest.